# Habenaria digitata
Habenaria digitata är en orkidéart som beskrevs av John Lindley. Habenaria digitata ingår i släktet Habenaria och familjen orkidéer. Inga underarter finns listade i Catalogue of Life.